# Lunaria telekiana
Lunaria telekiana là một loài thực vật có hoa trong họ Cải. Loài này được Jáv. mô tả khoa học đầu tiên năm 1920.